# Herman van den Belt
Herman van den Belt (Rijssen-Holten, 1º gennaio 1970) è un allenatore di pallacanestro olandese.

## Palmarès
- Campionato olandese: 1

Landstede Hammers: 2018-19
- Supercoppa d'Olanda: 2

Landstede Hammers: 2017, 2019